# Колеко телстар
Coleco Telstar је конзола за игру, производ фирме Coleco, која је почела да се израђује у Сједињеним Америчким Државама током 1976. године.
Користила је GI AY-3-8500 као централни микропроцесор.

## Детаљни подаци
Детаљнији подаци о конзоли Telstar су дати у табели испод.
|                       |                              |
| [ 1 ]                 |                              |
| Произвођач            |                              |
| Тип                   | играчка конзола              |
| Меморија              |                              |
| Поријекло             | Сједињене Америчке Државе    |
| Година                | 1976                         |
| Тастатура             | 2 дугмета уграђена у конзолу |
| Процесор              |                              |
| Фреквенција процесора |                              |
| RAM                   |                              |
| ROM                   |                              |
| Текст                 |                              |
| Графика               | TV излаз                     |
| Боја                  | црно-бијело                  |
| Звук                  | уграђени мали звучник        |
| Димензије             |                              |
| Портови               |                              |
| Оперативни систем     |                              |